# Malcolm Wilson (autóversenyző)
Malcolm Irving Wilson (1956. február 17. –) brit autóversenyző, jelenleg a BP Ford World Rally Team igazgatója a rali-világbajnokságon. Fia, Matthew Wilson szintén autóversenyző.

## Pályafutása
1977 és 1995 között vett részt versenyzőként a rali-világbajnokságon. Ez idő alatt negyvenkét versenyen állt rajthoz, két dobogós helyezést, valamint huszonkilenc szakaszgyőzelmet szerzett. Legjobb összetett világbajnoki helyezését az 1989-es szezonban érte el, amikor is a tizennyolcadik helyen zárta a bajnokságot. Jelenleg a BP Ford World Rally Team, vagyis a Ford-gyár ralicsapatának igazgatója.

## Külső hivatkozások
- Malcolm Wilson honlapja
- Profilja a Rallybase.nl honlapon